# Autographa alba
Autographa alba är en fjärilsart som beskrevs av Edward Alfred Cockayne 1951. Autographa alba ingår i släktet Autographa och familjen nattflyn. Inga underarter finns listade i Catalogue of Life.